# Goran Guksić
Goran Guksić (Osijek, 23. siječnja 1987.), hrvatski je kazališni glumac i lutkar.
Magistrirao je glumu i lutkarstvo na Umjetničkoj akademiji u Osijeku (danas Akademija za umjetnost i kulturu u Osijeku) 2013. godine.

## Kazališni rad
- 2007. Rosencrantz i Guildenstern su mrtvi (Tom Stoppard), uloga: Glumac, režija: Zlatko Sviben, OLJK, Osijek, Hrvatska
- 2008. Bajka o caru Saltanu (Aleksandar S. Puškin), uloga: Gvidon, režija: Ludmila Fedorova, Dječje kazalište Branka Mihaljevića, Osijek
- 2009. Metak za sve (Dušan Spasojević), uloga: Klinac, režija: Nemanja Ranković, HKD Teatar, Rijeka, Hrvatska
- 2010. Pinocchio (Carlo Collodi, Magdalena Lupi), uloge: Zrikavac, Lisica, Pulcinella, režija: Edi Majaron, GKL Rijeka, Hrvatska
- 2010. Gulliver u zemlji malih ljudi (Saša Anočić), uloga: Animator, režija: Saša Anočić, GKL Rijeka, Hrvatska
- 2010. Cirkus Klaunovski (Magdalena Lupi), uloga: Žan, režija: Žak Valenta, GKL Rijeka, Hrvatska
- 2012. Mletački trgovac (William Shakespeare), uloga: Leonardo, režija: Robert Raponja, HNK Osijek, Hrvatska
- 2013. Ruke po Ranku (Ranko Marinković, Vesna Kosec-Torjanac), uloga: Glava, Ranko, režija: Dubravko Torjanac, HNK Varaždin, Hrvatska
- 2013. Šah Brat (Vittorio Franceschi), uloga: Antonio, režija: Jernej Kobal, HNK Varaždin, Hrvatska
- 2014. Romeo i Giulietta (William Shakespeare), uloga: Romeo, režija: Dubravko Torjanac, HNK Varaždin i Dječje kazalište Branka Mihaljevića, Osijek, Hrvatska
- 2014. Ježeva kućica (Maja Sviben), uloga: Vepar, režija: Tamara Kučinović, HNK Varaždin i KD Pinklec, Varaždin, Hrvatska
- 2014. Višnjik (Anton Pavlovič Čehov), uloga: Pjotr Sergejevič Trofimov, režija: Boris Kobal, HNK Varaždin, Hrvatska
- 2015. Svinje (Tomislav Zajec), uloga: Mala Ibru, režija: Damir Zlatar Frey, HNK Varaždin, Hrvatska
- 2015. Prvi put kad sam ti vidjela lice, uloga: Karlo, režija: Olja Lozica, Teatar ITD, Zagreb, Hrvatska
- 2016. D(N)O DNA (Nina Horvat), uloga: Izvođač, režija: Tina Hofman, Teatar Tirena, Zagreb, Hrvatska
- 2016. Bijeli Jelen (Dunja Fajdić, Vladimir Nazor), uloga: Narator i Sova, režija: Morana Dolenc, Teatar PocoLoco, Zagreb, Hrvatska
- 2016. Princeza i žabac (Maja Katić, Braća Grimm), uloga: Žabac, režija: Renata Carola Gatica, Teatar PocoLoco, Zagreb, Hrvatska
- 2016. Od Bele do Isabelle (Zlatko Sviben), uloga: Enes Č. i Julije B., režija: Zlatko Sviben, Festival Miroslava Krleže, Zagreb, Hrvatska
- 2017. Don Juan u Soho-u (Patrick Marber), uloga: Stan, režija: Slavica Knežević, EXIT Teatar, Zagreb, Hrvatska
- 2017. Ono što nedostaje (Tomislav Zajec), uloga: Bolničar, režija: Selma Spahić, Zagrabačko kazalište mladih, Zagreb, Hrvatska
- 2017. Muka malog vuka (Renato Baretić), uloga: Vučko, režija: Morana Dolenc, Kazalište Mala Scena, Zagreb, Hrvatska
- 2017. Dindim o nježnosti (Tamara Kučinović), uloga: Gilbert i Joao, režija: Tamara Kučinović, Gllugl, Varaždin, Hrvatska
- 2017. Stonoga Goga (Andrijana Grgičević, Maja Katić), uloge: Smrdljivi Martin i Puž, režija: Renata Carola Gatica, Teatar PocoLoco, Zagreb, Hrvatska
- 2018. Bizon i sinovi (Pauline Mol, Moniek Merkx) uloga: Big Boy, režija: Gea Gojak, Istarsko Narodno Kazalište, Pula, Hrvatska
- 2019. Mi (Jevgenij Zamjatin), uloga: D-503, režija: Tamara Kučinović, Gllugl, Varaždin, Hrvatska
- 2022. Morrigan at Trim Castle (Aron Hegarty), uloga: Morrigan, režija: Aron Hegarty, Sorcha Hegarty, Candlelit Tales, Broken Theatre, Irish UNIMA, Trim, Irska
- 2024. Stepski Vuk (Herman Hesse), asistent režije i koreograf, režija: Tamara Kučinović, HNK Mostar, BIH
- 2025. Ruky vel'kosti orecha (Tamara Kučinović), asistent režije, režija: Tamara Kučinović, Stare Divadlo Karola Špišaka, Nitra, Slovačka
- 2025. Vasilisa Premudra (Marijana Fumić), uloga: Car, režija: Paolo Tišljarić, Dječje kazalište Branka Mihaljevića, Osijek, Hrvatska

## Nagrade
- PIF (2009.) Nagrada Ansamblu Dječjeg kazališta Branka Mihaljevića u Osijeku (Osijek, Hrvatska) za animaciju u predstavi "BAJKA O CARU SALTANU"
- Mali Marulić (2018.) Nagrada za najbolje glumačko-animacijsko ostvarenje – ansamblu predstave DINDIM, O NJEŽNOSTI (Nikši Eldanu, Sari Ipši, Goranu Guksiću) Umjetničke organizacije Gllugl iz Varaždina[4]
- Mali Marulić (2018.) Nagrada za najbolju predstavu u cjelini – predstavi DINDIM, O NJEŽNOSTI, Umjetničke organizacije Gllugl iz Varaždina! Predstavu autorski potpisuju Tamara Kučinović i ansambl, a redateljica je Tamara Kučinović.
- SLUK (2019.) Nagrada za najbolji tekst Tamari Kučinović i ansamblu (Nikši Eldanu, Goranu Guksiću i Sari Ipši) za predstavu Dindim Umjetničke organizacije Gllugl Varaždin[5]

## Poveznice
1. ↑  Goran Guksić. Mala Scena. Pristupljeno 8. travnja 2025.
2. ↑  Goran Guksić. Luika. Pristupljeno 8. travnja 2025.
3. ↑  Goran Guksić. Gllugl. 10. lipnja 2017. Pristupljeno 8. travnja 2025.
4. ↑  Festival hrvatske drame za djecu. 27. kolovoza 2022. Pristupljeno 18. travnja 2025.
5. ↑  27. SLUK Nagrade i objašnjenja | Hrvatski centar UNIMA. Pristupljeno 18. travnja 2025.